# 斯特拉斯莫爾 (加利福尼亞州)
斯特拉斯爾（英語：Strathmore）是位於美國加利福尼亞州圖萊里縣的一個人口普查指定地區。

## 地理
斯特拉斯爾的座標為36°08′42″N 119°03′34″W / 36.14500°N 119.05944°W，而該地最高點為海拔高度122米（即400英尺）。

## 人口
根據2010年美國人口普查的數據，斯特拉斯爾的面積為3.676平方千米，當中陸地面積為3.642平方千米，而水域面積為0.034平方千米。當地共有人口2819人，而人口密度為每平方千米766人。